# Los chicos de la tv
Los Chicos de la TV es el primer soundtrack del elenco del programa de televisión Chiquilladas. Fue lanzado en 1983 bajo el sello Musart Records.

## Lista de canciones
1. "Los chicos de la TV" (interpretado por: elenco Chiquilladas)
2. "Amárralo" (interpretado por: Lucero)[3]
3. "Sobre los pizarrones" (interpretado por: Chuchito)
4. "Pituka y Petaka" (interpretado por: Pituka y Petaka)
5. "Juan el descuartizador" (interpretado por: Ginny Hoffman)
6. "Puras chiquilladas" (interpretado por: elenco Chiquilladas)
7. "El chico más lindo del mundo" (interpretado por: Ginny Hoffman)
8. "Ella es chispita" (interpretado por: Lucero)
9. "El siglo XXX" (interpretado por: Pituka y Petaka)
10. "Niña" (interpretado por: Chuchito)